# Made in Kébec
Made in Kébec est un magazine de bande dessinée québécoise publié irrégulièrement à Sherbrooke en Estrie au Québec (Canada) au tout début des années 1970.
Il est le tout premier périodique de l'ère moderne de la bande dessinée au Québec.

## Historique
Le périodique Made in Kébec, édité par les Éditions Opus 3, est publié de façon irrégulière au Québec de janvier 1971 à janvier 1972 pendant quatre numéros (durée de vie fréquente pour les magazines de ce genre : voir Prisme).
Tout d'abord appelé Ma®de in Québec, puis Made in Kébec, ce fanzine connaît tous les problèmes inhérents à ce genre de publication : zizanie entre les collaborateurs (éparpillés sur le grand territoire du Québec), problèmes financiers et administratifs, distribution déficiente, parution irrégulière, etc.
Le tirage est assez considérable pour le Québec : deux mille exemplaires pour les numéros 1 et 2, quatre mille exemplaires pour les numéros 3 et 4.
Les collaborateurs de Made in Kébec décident de fusionner leurs efforts en 1973 avec ceux de Kébec Poudigne et de L’Hydrocéphale illustré pour mettre leurs expériences en commun et fonder les Éditions de L’Hydrocéphale Entêté pour ensuite lancer le magazine L'Illustré.

## Fiche technique
- Éditeur : Éditions Opus 3 (Sherbrooke) ;
- Format : variable (22 x 17 cm, puis 28 x 21 cm) ;
- Nombre de pages : variable (52, 48, 40 puis 36 pages) ;
- Type de papier : couverture carton, intérieur papier mat (sauf numéro 4 papier glacé) ;
- Impression : couverture noir et blanc (numéro 1), couverture deux couleurs (numéro 2), couverture quadrichromie (numéro 3 et 4), intérieur noir et blanc (sauf numéros 3 et 4 en quadrichromie) ;
- Périodicité : irrégulier ;
- Numéro 1 : janvier 1971 ;
- Numéro 4 : janvier 1972 (dernier numéro) ;
- Note : il existe un numéro 0 de 16 pages et de format 14 x 10,5 cm publié en juin 1970 ;
- Le mot « Québec » du titre devient « Kébec » dès le numéro 2 et le « ® » disparaît au numéro 4.

## Collaborateurs
Quelques-uns de ces artistes travaillent sous un pseudonyme.
- Louise Bilodeau ;
- Bois' (André Boisvert) ;
- Daniel Boisvert ;
- Denis Boucher ;
- Pier Cadieu ;
- Fern' (Fernand Choquette) ;
- Raymond Dupuis ;
- Tony Galéazzi ;
- Denis Girouard ;
- Denis Lussier ;
- Nimus ;
- R. Paradis ;
- André Philibert ;
- Michel Thomas Poulin ;
- Raspouding ;
- Turmel ;
- Yogi (Gilbert Bolduc).